# Raedolen
Raedolen ist ein osttimoresischer Ort im Suco Lahomea (Verwaltungsamt Maliana, Gemeinde Bobonaro). Er liegt im Zentrum der Aldeia Galusapulu, auf einer Meereshöhe von 724 m. An Raedolen vorbei führt die Überlandstraße von der Gemeindehauptstadt Maliana zum Ort Bobonaro. Nordwestlich befindet sich an der Straße der Ort Lesuboten, östlich das Dorf Galusapulu. Südwestlich von Raedolon befindet sich eine Mariengrotte, dei Gruta Nossa Senhora das Dores.